# Max Pinlig 3 på Roskilde
Max Pinlig 3 på Roskilde er en dansk film fra 2012. Det er den tredje film i serien om Max Christiansen, fra og efterfølger Max Pinlig 2 - sidste skrig fra 2011. Både Samuel Heller-Seiffert (Max) og Mette Horn (Max' mor, Agnete Christiansen) gentager deres roller fra forrig film og serien.